# Patsy Sörensen
 (juin 2017).
Patsy Sörensen (Anvers, 1er octobre 1952) est une femme politique belge et activiste en faveur des victimes de la traite des êtres humains. Elle est actuellement à la tête de Payoke, un refuge pour les victimes de la traite des êtres humains et un centre de conseils dans le quartier rouge d'Anvers (Schipperskwartier). 

## Carrière politique
- 1989 - 1995 : membre du conseil municipal pour la ville d'Anvers
- 1995 - 1999 : membre du conseil municipal et échevin (vice-maire) pour la ville d'Anvers chargée de : l'émancipation, le statut citoyen, la jeunesse, la coopération et le développement
- 1999 - 2004 : députée du Parlement européen avec le parti politique Agalev
- 2000 : candidate pour le conseil municipal d'Anvers avec le parti politique Vivant

Elle quitte la vie politique active en 2004

### Reconnaissance officielle
- En 1992, elle était la première à obtenir le prix de A. E. Ribbius Peletier pour l'humanisme
- De 1993 à 1995 elle est arrivée en deuxième position pour le prix d'Humo (un hebdomadaire) pour le titre de "femme de l'année"
- En 2005, elle a obtenu le titre de "grande officière de la couronne"